# Jardí del Tarot

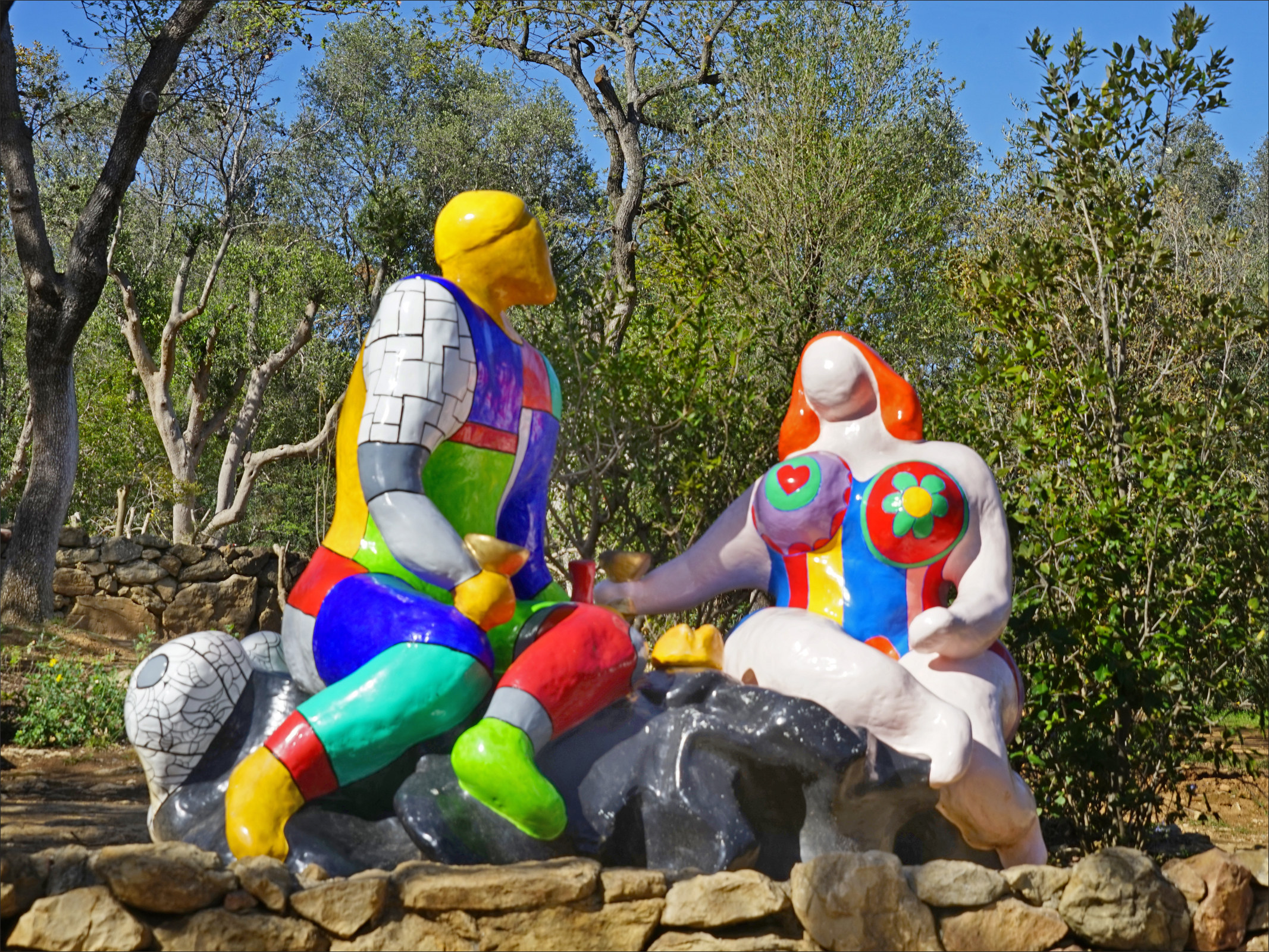
"L'elecció" - Jardí del Tarot

Jardí del Tarot (en italià: Il Giardino dei Tarocchi, en francès: Le Jardin des Tarots, en anglès: Tarot Garden) és un jardí d’escultures basat en el tarot esotèric, creat per l’artista francoamericana Niki de Saint Phalle (1930–2002) a Pescia Fiorentina, localitat de Garavicchio, al municipi de Capalbio, província de Grosseto, Toscana, Itàlia. El parc es va obrir al públic el 1998.
Niki de Saint Phalle, inspirada en el Parc Güell d'Antoni Gaudí a Barcelona i el Parco dei Mostri de Bomarzo, així com el Palais Idéal de Ferdinand Cheval i les Watts Towers de Simon Rodia, van decidir fer algun projecte de parc basat en el Tarot amb la seva escultura monumental. El 1979, va adquirir terrenys sobre unes runes etrusques a Garavicchio, a uns 100 quilòmetres al nord-oest de Roma al llarg de la costa. Allà va construir el Giardino dei Tarocchi, que contenia vint-i-dues figures monumentals que representaven la seva idea dels arcans majors del tarot, construïts amb formigó armat i coberts amb miralls i mosaic ceràmic. Algunes de les escultures més grans es poden visitar per dins. De fet, la pròpia artista va viure a l'interior de l'Emperadriu, semblant a l'esfinx, durant diversos anys mentre es construïa el jardí.